# Navia latifolia
Navia latifolia là một loài thực vật có hoa trong họ Bromeliaceae. Loài này được L.B.Sm. mô tả khoa học đầu tiên năm 1957.